# Ewald Hintz
Ewald Hintz – niemiecki kompozytor i organista, działający w XVII wieku  w Gdańsku. 
Od 1643 był organistą w gdańskim kościele św. Jana, a następnie od 1666 w kościele Mariackim w Gdańsku, gdzie został następcą Paula Sieferta.
Jego utwory (m.in. preludium chorałowe Allein zu Dir, Herr Jesu Christ) zachowały się w tabulaturze pelplińskiej.